# Fundació ADIS
La Fundació ADIS és una fundació sense ànim de lucre (núm. de registre 1627) que té l'objectiu de facilitar la integració social als discapacitats físics, psíquics i sensorials de la Cerdanya. Va ser fundada el 2002 per un grup de set persones sensibilitzades amb el col·lectiu de discapacitats i amb l'objectiu que el públic en general tingui l'oportunitat d'aprendre a compartir activitats i local amb el col·lectiu de discapacitats, mitjançant projectes de diversos tipus.
Actualment té la seu a Puigcerdà, al carrer del Rec de Sant Agustí, n. 7. El patronat està format per sis membres i el finançament es rep a través d'aportacions dels socis-col·laboradors; de subvencions de les diferents administracions, entitats i fundacions; de publicitat a la revista pròpia Colors i de donatius d'empreses o d'ocasionals.
La fundació ha estat guardonada amb el premi Cerdà de l'Any 2002, premi instituït per reconèixer l'activitat de persones o institucions en benefici de la comarca feta al llarg del darrer any, atorgat conjuntament per l'Institut d'Estudis Cerdans, l'associació Amics de la Cerdanya i Ràdio Pirineus. També ha estat guanyadora a nivell de tot Catalunya d'Una poma per la vida, del Grup d'Esclerosi Múltiple, en les edicions del 2003 i el 2004.